# Sollevamento pesi ai Giochi della X Olimpiade
Le competizioni di sollevamento pesi dei Giochi della X Olimpiade si è svolta nei giorni 30 e 31 luglio 1932 al  Grand Olympic Auditorium di Los Angeles. Come ad Amsterdam 1928 il programma ha visto la disputa delle seguenti 5 categorie:
- Pesi piuma (fino a 60)
- Pesi leggeri (fino a 67,5)
- Pesi medi (fino a 75)
- Pesi massimi-leggeri (fino a 82,5)
- Pesi massimi (oltre 82,5)

## Podi
| Evento                          | Oro             | Perform. | Argento          | Perform. | Bronzo            | Perform. |
| Pesi piuma (dettagli)           | Raymond Suvigny | 287,5    | Hans Wölpert     | 282,5    | Tony Terlazzo     | 280,0    |
| Pesi leggeri (dettagli)         | René Duverger   | 325,0    | Hans Haas        | 307,5    | Gastone Pierini   | 302,5    |
| Pesi medi (dettagli)            | Rudolf Ismayr   | 345,0    | Carlo Galimberti | 340,0    | Karl Hipfinger    | 337,5    |
| Pesi massimi-leggeri (dettagli) | Louis Hostin    | 365.0    | Svend Olsen      | 360.0    | Henry Duey        | 330.0    |
| Pesi massimi (dettagli)         | Jaroslav Skobla | 380,0    | Václav Pšenička  | 377,5    | Josef Straßberger | 377,5    |

## Medagliere
| Posizione | Paese          |   |   |   | Totale |
| --------- | -------------- | - | - | - | ------ |
| 1         | Francia        | 3 | 0 | 0 | 3      |
| 2         | Germania       | 1 | 1 | 1 | 3      |
| 3         | Cecoslovacchia | 1 | 1 | 0 | 2      |
| 4         | Austria        | 0 | 1 | 1 | 2      |
| 4         | Italia         | 0 | 1 | 1 | 2      |
| 6         | Danimarca      | 0 | 1 | 0 | 1      |
| 7         | Stati Uniti    | 0 | 0 | 2 | 2      |
| Totale    | Totale         | 5 | 5 | 5 | 15     |